# Ara Celi

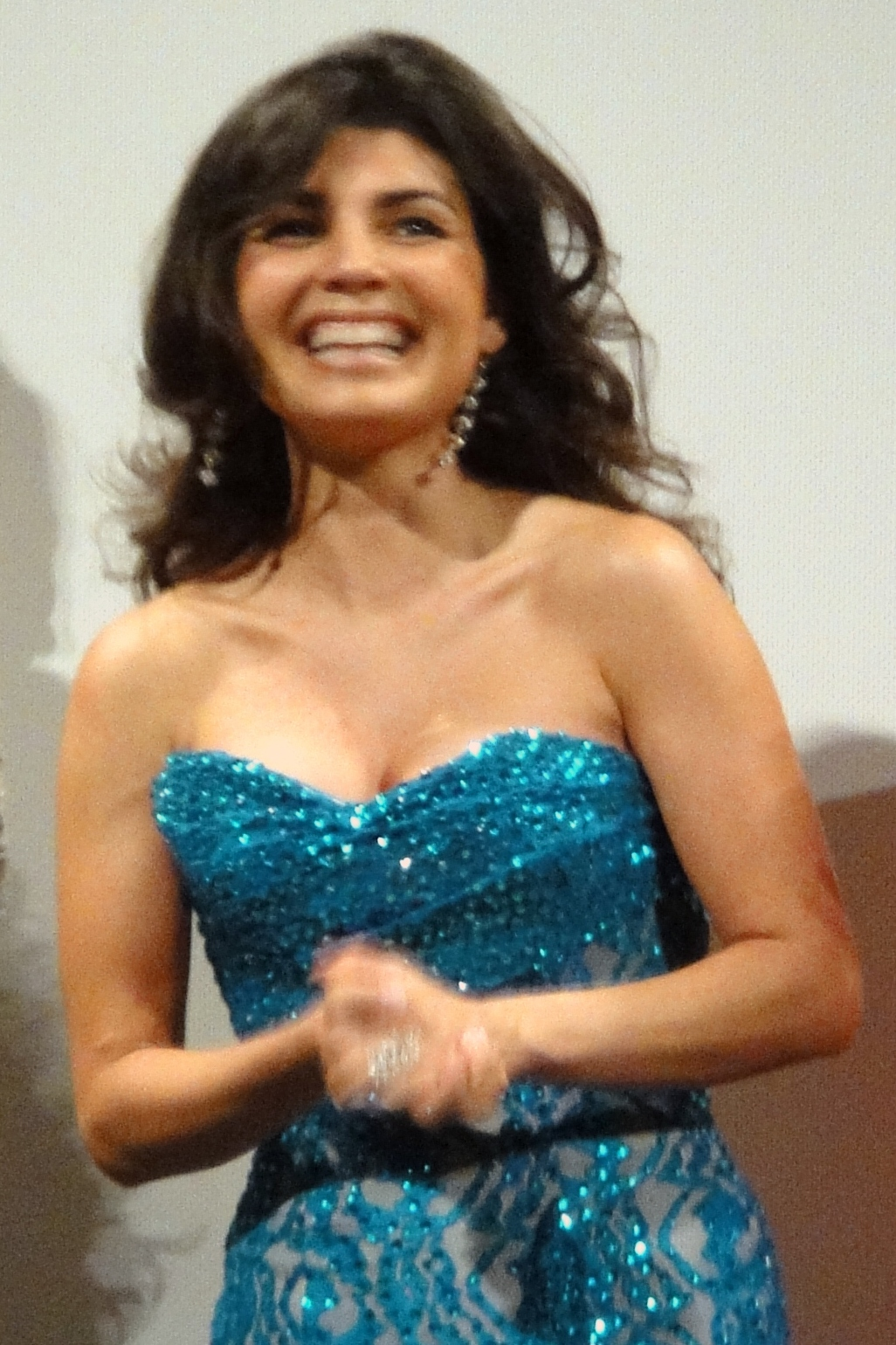
Ara Celi (2010)

Ara Celi, eigentlich Araceli Valdez, (* 31. Mai 1974 in El Paso, Texas) ist eine US-amerikanische Schauspielerin und Synchronsprecherin.

## Leben
Im Alter von 18 Jahren ging sie nach Mexiko und spielte in einer spanischsprachigen Seifenoper.
Nach drei Monaten entschloss sie sich 1993 nach Los Angeles zurückzukehren und absolvierte einen Gastauftritt in der TV-Serie Saved by the Bell: The College Years. In der Folgezeit hatte sie weitere Gastauftritte in den Serien Palm Beach-Duo (1994), Renegade – Gnadenlose Jagd (1995) und 1997 Buffy – Im Bann der Dämonen. Danach spielte sie in den Filmen Looking for Lola (1997) und Macarena (1998). 1999 folgte eine kleine Rolle in American Beauty. Im selben Jahr spielte sie in 12 Episoden der US-amerikanischen Seifenoper All My Children mit und ein Jahr darauf in dem von Quentin Tarantino und Robert Rodriguez produzierten Film From Dusk Till Dawn 3 – The Hangman’s Daughter, in dem sie die weibliche Hauptrolle mimte.
2000 spielte sie in Go Fish und 2003 in Bruce Allmächtig. Im selben Jahr hatte Ara Celi auch Gastauftritte in den Serien Nip/Tuck – Schönheit hat ihren Preis und Te amaré en silencio. 2010 arbeitete sie erneut mit Robert Rodriguez zusammen und übernahm eine kleine Rolle in Machete.

## Filmografie
- 1993: Saved by the Bell: The College Years (TV-Serie, 1 Episode)
- 1994: Palm Beach-Duo (TV-Serie 1 Episode)
- 1995: Renegade – Gnadenlose Jagd (TV-Serie, 1 Episode)
- 1997: Buffy – Im Bann der Dämonen (TV-Serie, 1 Episode)
- 1997: Looking for Lola
- 1998: Macarena
- 1999: American Beauty
- 1999: All My Children (TV-Serie, 12 Episoden)
- 2000: From Dusk Till Dawn 3 – The Hangman’s Daughter
- 2000: Go Fish
- 2003: Bruce Allmächtig
- 2003: Nip/Tuck – Schönheit hat ihren Preis (TV-Serie, 1 Episode)
- 2003: Te amaré en silencio (TV-Serie, 1 Episode)
- 2010: Machete

## Synchronisationen
Ara Celi arbeitete als Synchronsprecherin für die folgenden Videospiele:
- 2002: Pirates: The Legend of Black Kat
- 2004: Law & Order: Justice Is Served
- 2004: Forgotten Realms: Baldur’s Gate – Dark Alliance II